# Xaqani
Xaqani è un comune dell'Azerbaigian situato nel distretto di Göygöl. Conta una popolazione di 1.922 abitanti.